# Райтия
Райтия (лат. Wrightia) — род цветковых растений семейства Кутровые (Apocynaceae). Виды этого рода произрастают в тропической Африке, Китае, Индии, Юго-Восточной Азии, Папуасии и Австралии. Представляют собой небольшие деревья или кустарники.

## Этимология
Род был впервые описан Робертом Броуном в 1810 году и назван им в честь шотландского врача и ботаника Уильяма Райта (1735—1819).

## Описание
Представители рода — деревья или кустарники. Листья супротивные, черешковые; желёзки пазушные. Соцветия конечные или субтерминальные, с несколькими или многочисленными цветками. Чашелистики с 5–10 базальными чешуевидными желёзками внутри. Венчик плоский, воронковидный, полуповёрнутый или поворотный, трубка цилиндрическая или колокольчатая; доли перекрываются влево. Тычинки вставлены в середину, верхушку или, реже, в основание трубки венчика; пыльники стреловидные, сближенные и приросшие к головке пестика, выступающие. Две завязи, отдельные или сросшиеся; семяпочки многочисленные в каждом гнезде. Столбик нитевидный; головка пестика яйцевидная, обычно расширенная у основания. Семена узковеретеновидные.

## Виды
Всего в род Wrightia входит около 23 видов, произрастюащие в тропической Африке, Азии и Австралии:
- Wrightia angustifolia Thwaites
- Wrightia annamensis Eberh. & Dubard
- Wrightia antidysenterica (L.) R.Br. — Райтия противодизентерийная[5]
- Wrightia arborea (Dennst.) Mabb.
- Wrightia calcicola D.J.Middleton
- Wrightia candollei S.Vidal
- Wrightia coccinea (Roxb. ex Hornem.) Sims — Райтия ярко-красная
- Wrightia collettii Ngan
- Wrightia demartiniana Chiov.
- Wrightia dolichocarpa Bahadur & Bennet
- Wrightia dubia (Sims) Spreng. — Райтия сомнительная[5]
- Wrightia flavidorosea Trimen
- Wrightia hanleyi Elmer
- Wrightia indica Ngan
- Wrightia karaketii D.J.Middleton
- Wrightia kwangtungensis Tsiang
- Wrightia laevis Hook.f. — Райтия гладкая
- Wrightia lanceolata Kerr
- Wrightia lecomtei Pit.
- Wrightia natalensis Stapf
- Wrightia novobritannica (Ngan) D.J.Middleton
- Wrightia palawanensis D.J.Middleton
- Wrightia poomae D.J.Middleton
- Wrightia puberula (Thwaites) Ngan
- Wrightia pubescens R.Br. — Райтия опушённая
- Wrightia religiosa (Teijsm. & Binn.) Benth. ex Kurz — Райтия священная[5]
- Wrightia saligna (R.Br.) F.Muell. ex Benth.
- Wrightia siamensis D.J.Middleton
- Wrightia sikkimensis Gamble — Райтия сиккимская
- Wrightia sirikitiae D.J.Middleton & Santisuk
- Wrightia tinctoria (Roxb.) R.Br. — Райтия красильная
- Wrightia tokiae D.J.Middleton
- Wrightia vietnamensis Hazell & D.J.Middleton
- Wrightia viridiflora Kerr

## Применение
Некоторое виды культивируются как комнатные растения.